# برايان غوتيريز
برايان غوتيريز (بالإنجليزية: Brian Gutierrez)‏ هو لاعب كرة قدم أمريكي في مركز الوسط، ولد في 17 يونيو 2003 في بروين في الولايات المتحدة.

## وصلات خارجية
- برايان غوتيريز على موقع الدوري الأمريكي (الإنجليزية)
- برايان غوتيريز على موقع قاعدة بيانات كرة القدم.إي يو (الإنجليزية)
- برايان غوتيريز على موقع Soccerway.com (الإنجليزية)
- برايان غوتيريز على موقع عالم كرة القدم.نت (الإنجليزية)